# Quincas Borba (personagem)
Quincas Borba (Joaquim Borba dos Santos) é o personagem principal do livro Quincas Borba do escritor Machado de Assis. Nasceu em fascículos, no ano de 1886, o "filósofo louco de Barbacena" e conselheiro de Brás Cubas, de quem foi colega na infância.
Ambos foram alunos do lendário Ludgero Barata, professor que Quincas Borba atormentava semanalmente, enfiando-lhe na algibeira das calças uma barata morta: "Uma flor, o Quincas Borba", dirá Brás Cubas, sobre o antigo companheiro de infância que, décadas mais tarde, encontrará nas ruas do Rio de Janeiro, aos quarenta anos, maltrapilho, vivendo agora nas escadas da igreja de São Francisco, numa miséria da qual sairá mediante a herança deixada por parentes de Minas Gerais.
Quincas Borba é o criador do Humanitismo, sistema de filosofia destinado a arruinar todos os demais, segundo o qual a dor é uma ilusão, e a única desgraça é não nascer: a filosofia definitiva deixava seu criador na antessala da loucura, na busca de explicações únicas para fenômenos das várias ordens – físicas, químicas, psíquicas, sociais. 
Antes de morrer, na casa de Brás Cubas, escreve uma carta dizendo-se convencido de ser Santo Agostinho. Seu testamento nomeia Rubião – que cuidara dele durante sua doença – como herdeiro universal, incumbindo-o apenas de uma coisa: cuidar de Quincas Borba, o cão.
Quincas Borba aparece a princípio nas Memórias póstumas de Brás Cubas para retornar, em seguida, no Quincas Borba, emprestando seu nome a um cachorro: Quincas Borba, um bonito cão, "pelo cor de chumbo, malhado de preto". Quincas Borba levava-o a toda parte e dormiam no mesmo quarto. Pela manhã era o cão que o acordava.

## Ligação externa
- Revista Cultura "Revendo Quincas Borba e Rubião". Associação dos Professores da PUC-SP (2008)